# Fight Club (jeu vidéo)
Pour les articles homonymes, voir Fight Club.
Fight Club est un jeu vidéo inspiré du film du même nom.
Le narrateur est appelé « Jack » dans cette adaptation. « Jack » est un nom utilisé plusieurs fois dans le film, notamment dans les poèmes retrouvés dans la maison abandonnée, puis repris plusieurs fois par la voix du personnage principal, sans jamais laisser entendre qu'il s'agit du prénom de celui-ci, sauf dans le résumé. Dans le livre, le narrateur n'est jamais nommé.